# Patrik Šerý
Patrik Šerý (* 10. května 1975 Šternberk) je český reprezentant v kulturistice.  

## Kulturistika
Patrik Šerý je vysoký 183 cm, jeho závodní váha je 90 kg.Sportu se věnuje od mládí. V 8 letech se stal členem boxerského oddílu Dukla Olomouc. Kulturistice se věnuje od 12 let.

## Soukromý život
Žije ve Štěpánově. V roce 2018 se na řeckém ostrově Zakynthos oženil s manželkou Marcelou.

## Fitness klub a další aktivity
Je majitelem kulturistického klubu Arny Gym Club Profesional ve Štěpánově. Věnuje se také práci s mládeží a seniory, reklamě, spolupracuje s firmou Fit-day.cz na propagaci zdravé sportovní výživy pro fitness.

## Zdravotní komplikace
V roce 1995 těžce havaroval na motocyklu Honda 600 F. Utržil množství tržných a řezných ran na obličeji a krku, otřes mozku a pohmožděniny na celém těle, ze kterých se zotavoval téměř dva roky.  
V roce 2020 byl napaden a po pádu na patník došlo k vykloubení levého ramene a přetržení svalů a úponů na levém rameni. Operaci a následnou rehabilitaci provedl MUDr. Petr Neoral z Fakultní nemocnice Olomouc. Přes veškeré komplikace se v roce 2021 vrátil k závodění.

## Ocenění

### Box
| rok  | umístění | zápas                               | kde                 |
| 1989 | 1.       | Mistrovství Moravy a Slezska        | Ostrava             |
| 1989 | 2.       | Mistrovství ČSSR                    | Znojmo              |
| 1989 | 1.       | Mezinárodní turnaj Permoníček       | Frydek-Místek       |
| 1989 | 1.       | Mistrovství ČSR                     | Most                |
| 1990 | 1.       | Krajský přebor SM                   | Ostrava             |
| 1990 | 2.       | Mezinárodní turnaj Permoníček       | Frydek-Místek       |
| 1991 | 3.       | Czarne Diamenty                     | Ruda Śląska, Polsko |
| 1991 | 1.       | Přebor Moravy                       | Brno                |
| 1990 | 1.       | Czarne Diamenty                     | Katowice, Polsko    |
| 1991 | 1.       | Přebor ČSFR                         | Slaný               |
| 1991 | 1.       | Přebor ČSFR mladšího dorostu v boxu | Olomouc             |
| 1992 | 1.       | Krajský přebor SM                   | Ostrava-Vítkovice   |
| 1992 | 3.       | Mistrovství ČSFR                    | Nitra               |
| 1992 | 3.       | Czarne Diamenty                     | Katowice, Polsko    |
| 1992 | 2.       | Přebor ČR                           | Znojmo              |
| 1993 | 2.       | Mistrovství ČR                      | Liberec             |

### Kulturistika
| rok  | umístění | zápas                                        | kde                      |                                                |
| 2015 | 2.       | Mistrovství ČR                               | Blansko                  |                                                |
| 2015 | 3.       | Partners Cup                                 | Čelákovice               |                                                |
| 2016 | 2.       | Mistrovství ČR                               | Uherské Hradiště         |                                                |
| 2016 | 1.       | Int. Österreich Cup                          | St. Pölten, Rakousko     |                                                |
| 2017 | 2.       | Int. Österreichische Meisterschaften         | Wels                     |                                                |
| 2019 | 1.       | Mistrovství Moravy a Slezska                 | Rosice                   |                                                |
| 2019 | 2.       | Int. Österreichische Meisterschaft           | Salzburg, Rakousko       | kt. master                                     |
| 2019 | 2.       | Int. Österreichische Meisterschaft           | Salzburg, Rakousko       | kt. senior                                     |
| 2021 | 1.       | Internationale Österreichische Meisterschaft | Wels                     |                                                |
| 2021 | 1.       | Mistrovství Moravy a Slezska                 | Frenštát pod Radhoštěm   |                                                |
| 2021 | 3.       | IFBB Diamond Cup Ostrava                     | Ostrava                  |                                                |
| 2021 | 3.       | Grand Prix města Velká Bíteš                 | Velká Bíteš              |                                                |
| 2022 | 1.       | IFBB Diamond Cup Praha                       | Praha                    |                                                |
| 2022 | 3.       | IFBB World Mens Championships                | Santa Susanna, Španělsko | Santa Susanna, Španělsko                       |
| 2022 | 2.       | IFBB Malta International Grand Prix          | St. Julians, Malta       |                                                |
| 2022 | 3.       | Grand Prix města Velká Bíteš                 | Velká Bíteš              |                                                |
| 2022 | 3.       | Mistrovství ČR                               | Kunovice                 | kt. senior                                     |
| 2022 | 3.       | Mistrovství ČR                               | Kunovice                 | kt. master                                     |
| 2022 | 3.       | Mistrovství Moravy a Slezska                 | Ostrava                  |                                                |
| 2022 | 2.       | IFBB Austrian Trophy                         | Wien, Rakousko           |                                                |
| 2023 | 2.       | IFBB Austrian Trophy                         | Hallein, Rakousko        |                                                |
| 2023 | 3.       | IFBB Diamond Cup Malta                       | St. Julians, Malta       |                                                |
| 2023 | 2.       | IFBB Diamond Cup Malta                       | St. Julians, Malta       |                                                |
| 2024 | 2.       | IFBB Diamond Cup Malta                       | St. Julians, Malta       | kt. master classic bodybuilding                |
| 2024 | 2.       | IFBB Diamond Cup Malta                       | St. Julians, Malta       | kt. master bodybuilding                        |
| 2024 | 1.       | IFBB Austria Trophy 2024                     | St. Michael, Rakousko    | kt. master classic bodybuilding                |
| 2024 | 3.       | IFBB Austria Trophy 2024                     | St. Michael, Rakousko    | kt. mens bodybuilding                          |
| 2024 | 3.       | IFBB Mr. Universe Italia                     | Verona, Itálie           | kt. men senior classic bodybuilding            |
| 2024 | 3.       | IFBB Mr. Universe Italia                     | Verona, Itálie           | kt. master men classic                         |
| 2024 | 3.       | IFBB Mr. Universe Italia                     | Verona, Itálie           | kt. master men bodybuilding                    |
| 2024 | 1.       | IFBB Tiger Classic Diamond Cup               | Bukurešť, Rumunsko       | kt. masters bodybuilding                       |
| 2024 | 1.       | IFBB Tiger Classic Diamond Cup               | Bukurešť, Rumunsko       | kt. masters classic bodybuilding               |
| 2024 | 2.       | IFBB International Austria Championships     | Hallein, Rakousko        | kt. masters classic bodybuilding               |
| 2024 | 3.       | IFBB International Austria Championships     | Hallein, Rakousko        | kt. masters mens bodybuilding                  |
| 2024 | 3.       | IFBB Diamond Cup Roma                        | Řím, Itálie              | kt. masters mens classic bodybuilding          |
| 2025 | 1.       | IFBB Diamond Cup Malta                       | Malta                    | kt. masters bodybulding 50 yers over, open     |
| 2025 | 1.       | IFBB Austria Trophy 2025                     | Vídeň, Rakousko          | kt. masters mens bodybiulding classic, 40 over |
| 2025 | 2.       | IFBB Austria Trophy 2025                     | Vídeň, Rakousko          | kt. masters mens bodybuilding, 50 over         |
| 2025 | 2.       | IFBB Diamond Cup Czechia                     | Milovice, ČR             | kt. masters classic bodybuilding 40 over       |
| 2025 | 3.       | IFBB Mister Universe Austria                 | Graz, Rakousko           | masters mens classic bodybuilding              |
| 2025 | 3.       | IFBB Mister Universe Austria                 | Graz, Rakousko           | men classic bodybuilding                       |
| 2025 | 2.       | IFBB Mister Universe Austria                 | Graz, Rakousko           | master mens bodybuilding                       |
| 2025 | 3.       | IFBB Mister Universe Austria                 | Graz, Rakousko           | masters mens classic physic bodybuilding       |
| 2025 | 2.       | IFBB Grand Prix Romania                      | Sibiu, Rumunsko          | master mens classic bodybuilding               |
| 2025 | 3.       | IFBB Grand Prix Romania                      | Sibiu, Rumunsko          | master mens bodybuilding                       |
| 2025 | 2.       | IFBB Grand Prix Romania                      | Sibiu, Rumunsko          | mens bodybuilding semi pro                     |